# Gavin Menzies
Rowan Gavin Paton Menzies (* 14. August 1937 in London; † 12. April 2020) war ein britischer Kommandant der Royal Navy und Autor. Er stellte die Hypothese auf, dass Amerika und andere Gebiete der Erde in den Jahren 1421 bis 1423 von den Chinesen im Rahmen einer Weltumsegelung entdeckt worden seien. Menzies Thesen werden von Fachhistorikern als reine Fiktion abgelehnt.

## Leben
Gavin Menzies kam 1937 in London zur Welt. Angaben im Klappentext der englischen Erstauflage seines Buches, denen zufolge er in China geboren sei, wurden in den Folgeauflagen berichtigt. Er war des Chinesischen nicht mächtig.
Menzies trat 1953 in die Royal Navy ein und diente von 1959 bis 1970 auf Unterseebooten. Von 1968 bis 1970 war er im Rang eines Lieutenant Commanders Kommandant des U-Boots HMS Rorqual.
Im folgenden Jahr schied Menzies aus dem Marinedienst aus und trat bei den britischen Unterhauswahlen 1970 erfolglos als unabhängiger Kandidat im Wahlkreis Wolverhampton South West an, wo er sich für eine schrankenlose Einwanderung nach Großbritannien aussprach und 0,2 % der Stimmen auf sich vereinigte.
1996 wurde Menzies im Zusammenhang mit Insolvenzverfahren vom obersten englischen Zivilgericht als „chronisch Prozessierender“ (vexatious litigant) eingestuft, womit er in England und Wales keine Zivilprozesse mehr ohne Zustimmung eines Richters führen durfte.
Menzies lebte mit seiner Frau Marcella und zwei Töchtern in London und starb am Ostersonntag 2020.

## Die 1421-Hypothese
In seinem Buch 1421. Als China die Welt entdeckte stellt Menzies die Hypothese auf, dass chinesische Flotten auf Befehl des Kaisers Zhu Di von 1421 bis 1423 unter den Admiralen Zheng He, Zhou Wen, Zhou Man und Hong Bao den amerikanischen Kontinent vor Kolumbus entdeckten und zudem die erste Weltumsegelung hundert Jahre vor Magellan durchführten. Dabei sollen nicht nur Nord- und Südamerika, sondern auch Australien, die Arktis und die Antarktis entlang ihrer Küstenlinien kartographiert worden sein. Menzies vertrat die Ansicht, erst die Kenntnis dieser Karten habe die weltweiten Entdeckungen der europäischen Seefahrer im 15. und 16. Jahrhundert möglich gemacht. Er führte unter anderem folgende Beispiele an:
- Auf der Karte von Fra Mauro aus dem Jahr 1459 sei bereits das Kap der Guten Hoffnung abgebildet, das erst 1488 von Bartolomeu Diaz erreicht wurde.
- Auf Martin Waldseemüllers Weltkarte von 1507 sei der amerikanische Kontinent einschließlich Floridas dargestellt, das erstmals 1513 von Juan Ponce de León betreten wurde.

Später modifizierte Menzies seine Theorie in Richtung einer noch früheren systematischen kartographischen Erfassung der Erde und wollte dies mit einer chinesischen Weltkarte, die aus dem Jahr 1418 stammen soll, untermauern. Die Authentizität der Karte, die nur in einer Fassung des 18. Jahrhunderts existiert, wird jedoch von Fachleuten bestritten. Menzies’ Thesen werden von Fachhistorikern aufgrund fehlender Beweise abgelehnt oder sogar als reine Phantasieprodukte angesehen.

## Werke
- 1421. Als China die Welt entdeckte, Droemer, München, 2003, ISBN 3-426-27306-3.
- Gavin Menzies: 1434: The Year a Magnificent Chinese Fleet Sailed to Italy and Ignited the Renaissance. William Morrow, New York 2008, ISBN 0-06-149217-5.
- Empire of Atlantis: History's Greatest Mystery Revealed, New York, William Morrow, 2011, ISBN 0-06-204948-8.